# Syndipnus alaskensis
Syndipnus alaskensis là một loài tò vò trong họ Ichneumonidae.